# Eberhard Straub
Eberhard Straub (* 30. Dezember 1940 in Berlin; † 23. Mai 2024 ebenda) war ein deutscher Historiker und Publizist.

## Leben
Der Sohn des Althistorikers Johannes Straub studierte ab 1962 an der Universität Bonn, der Universität München, der Universität Turin und der Universität Wien Geschichte, Kunstgeschichte und Archäologie. 1968 wurde er in München summa cum laude zum Dr. phil. promoviert.
Zwischen 1970 und 1974 führten ihn Forschungsreisen nach Spanien, New York und Wien. 1977 habilitierte er sich an der Universität München. Anschließend war er Redakteur beim Feuilleton der Frankfurter Allgemeine Zeitung. Von 1986 bis 1989 war er bei der Stuttgarter Zeitung tätig, schließlich für ein halbes Jahr bei der Welt. Daraufhin leitete er bis 1997 die Öffentlichkeitsarbeit beim Stifterverband für die Deutsche Wissenschaft in Essen.
Ab 1998 lebte er als freier Autor in Berlin, wo er im Mai 2024 im Alter von 83 Jahren starb.

## Wirken
Straubs Forschungsschwerpunkte waren Kulturgeschichte, historische Biographie sowie Ländergeschichte (Spanien, Preußen). Daneben schrieb er auch zur Literaturgeschichte, Kunstgeschichte und Geschichte der Musik. Als Historiker ging es ihm vorzüglich um die Erhellung mentalitärer und universalgeschichtlicher Grundtendenzen einer Epoche sowie um die geistesgeschichtliche und sozialpsychologische Einordnung historischer Persönlichkeiten jenseits strukturgeschichtlicher und soziologischer Schemata. Ihr essayistischer, anekdotenreicher Stil und der Verzicht auf einen wissenschaftlichen Apparat machen seine Bücher auch für einen nicht-akademischen Leserkreis attraktiv, während andererseits der Reichtum an Anspielungen und versteckten Zitaten sowie der latente Rekurs auf historische Grundtatsachen eine wenigstens rudimentäre Kenntnis der Thematik in der Regel voraussetzen.
Als Journalist schrieb Straub unter anderem für die Berliner Zeitung, die FAZ, die Süddeutsche Zeitung, Die Zeit, Der Spiegel, Compact, Cicero, Criticón, Cato, die Preußische Allgemeine Zeitung, die Sezession, die Junge Freiheit und den Verlag Antaios. Des Weiteren nahm er auch publizistische Aufträge aus der Wirtschaft an.
Er gehörte lange zum festen Autorenstamm des Siedler-Verlages. Er war 1994 einer der Autoren des von Heimo Schwilk und Ulrich Schacht herausgegebenen Sammelbandes Die selbstbewusste Nation. Die letzten Bücher (seit 2019) wurden in Verlagen mit rechtsextremen Tendenzen veröffentlicht.

## Veröffentlichungen (Auswahl)
- Das Bellum Iustum des Hernán Cortés in Mexico. Böhlau, Köln 1976, ISBN 3-412-05975-7.
- Die Götterdämmerung der Moderne. Von Wagner bis Orwell. Manutius Verlag, Heidelberg 1987, ISBN 978-3-925678-05-9.
- Spanien. Eine schwarze Legende? Manutius Verlag. Heidelberg 1987, ISBN 3-925678-20-4.
- Die Wittelsbacher. Verlag Wolf Jobst Siedler, Berlin 1994. ISBN 978-3-88680-467-2
- Drei letzte Kaiser. Der Untergang der großen europäischen Dynastien. Siedler Verlag, Berlin 1998, ISBN 978-3-88680-565-5.
- Johann Gustav Droysen und die Geschichte Preußens. De Gruyter, Berlin 2000.
- Albert Ballin. Der Reeder des Kaisers. Siedler Verlag, Berlin 2001, ISBN 978-3-88680-677-5.
- Eine kleine Geschichte Preußens. Berlin 2001, ISBN 978-3-88680-723-9.
- Das spanische Jahrhundert. Berlin 2004, ISBN 978-3-88680-739-0.
- Vom Nichtstun. Leben in einer Welt ohne Arbeit. Berlin 2004, ISBN 978-3-937989-02-0.
- Das zerbrechliche Glück. Liebe und Ehe im Wandel der Zeit. Berlin 2005, ISBN 978-3-937989-12-9.
- Die Furtwänglers. Geschichte einer deutschen Familie. Berlin 2007, ISBN 978-3-88680-839-7.
- Kaiser Wilhelm II. Die Erfindung des Reiches aus dem Geist der Moderne. Landt, Berlin 2008, ISBN 978-3-938844-10-6.
- Deutschland Deine Bildung! Essays zur Idee und Geschichte (= Karlsruher Forschungsstudien, Bd. 3) Dr. Köster, Berlin 2009, ISBN 978-3-89574-690-1.
- Zur Tyrannei der Werte. Klett-Cotta, Stuttgart 2010, ISBN 978-3-608-94615-4; Neuauflage Jungeuropa, Dresden 2019, ISBN 978-3-948145-00-2.
- Der Wiener Kongress. Das große Fest und die Neuordnung Europas. Klett-Cotta, Stuttgart 2014, ISBN 978-3-608-94847-9.
- Das Drama der Stadt. Nicolai. Berlin 2015, ISBN 978-3-89479-915-1.
- Republik und Demokratie (= kaplaken. Bd. 65), Antaios, Schnellroda 2019, ISBN 978-3-944422-65-7.
- Europa. Ein ungesicherter Begriff (=  Exil), edition BuchHaus Loschwitz, Dresden 2021, ISBN 978-3-9823005-5-9.